# Arnaud Tournant
Arnaud Tournant, né le 5 avril 1978 à Roubaix, est un coureur cycliste français spécialiste de la piste. Membre de l'équipe Cofidis pendant dix ans, il a remporté durant sa carrière un record de 14 titres de champion du monde, dont trois en 2001 et un titre olympique en 2000. Il a arrêté sa carrière après les Jeux olympiques de Pékin de 2008, et a été promu Commandeur de l'ordre national du Mérite le 14 novembre 2008.

## Biographie

### Enfance et débuts en cyclisme

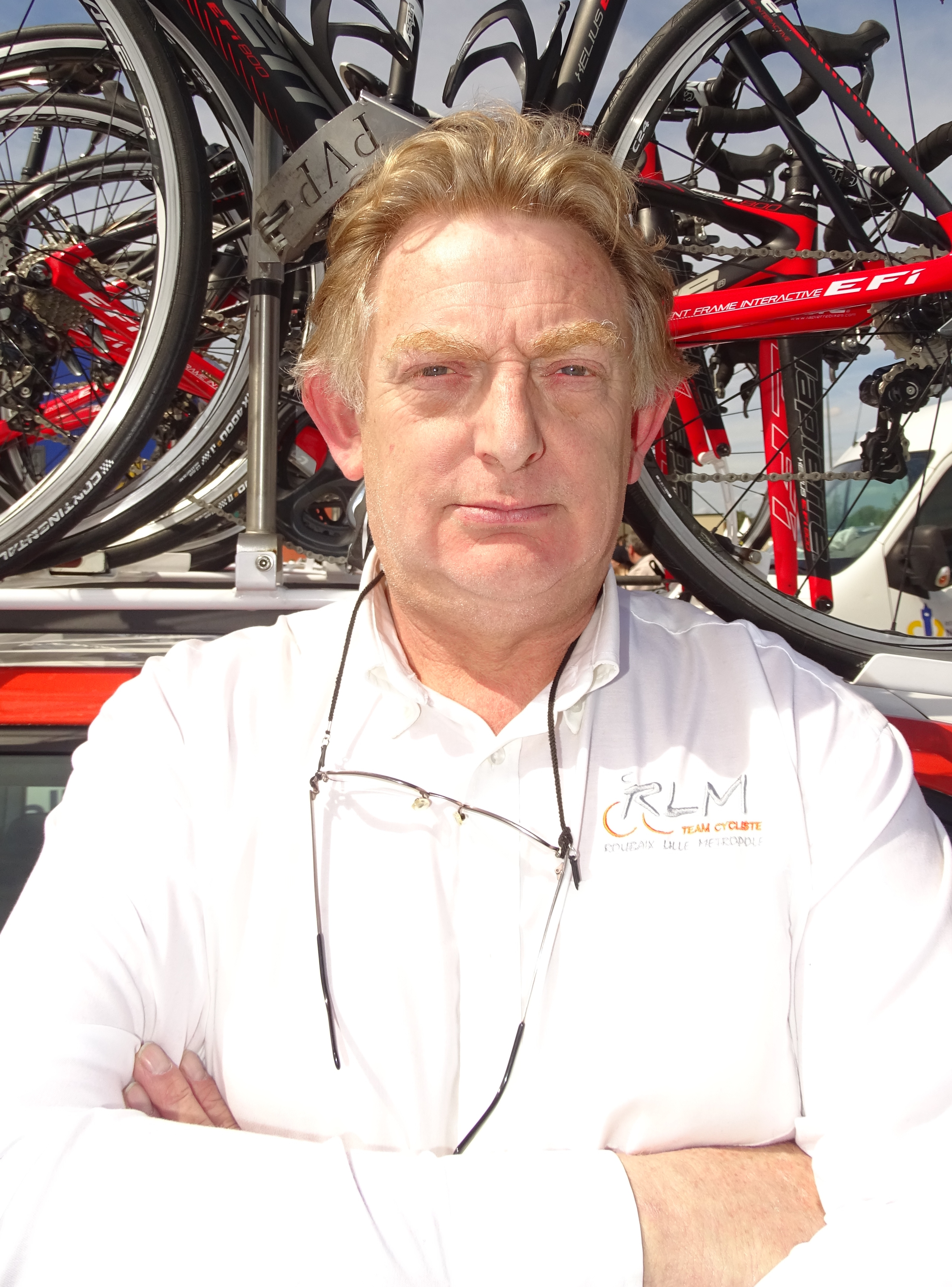
Frédéric Delcambre (ici en 2015), entraîneur d'Arnaud Tournant de 1993 à 1995.

Arnaud Tournant naît le 5 avril 1978 à Roubaix. Il grandit dans les communes voisines de Croix puis Lys-lez-Lannoy. Il a deux frères cadets, Cédric né en 1980 et Jérôme, né en 1983. Il pratique d'abord le basket-ball, à partir de l'âge de sept ans, puis commence le cyclisme après avoir accompagné son père à vélo. Il prend sa première licence en UFOLEP, au club Lys-cyclo. Il obtient sa première victoire à treize ans, en minime première année. D'autres suivent, souvent en solitaire, dont le « Mini-Paris-Roubaix ». Il rejoint le Vélo-Club de Roubaix, en cadet première année. Il s'y découvre un intérêt pour la piste. Il intègre la section sport-études du lycée Maxence-Van-der-Meersch de Roubaix, et passe sous la direction de Frédéric Delcambre. L'année suivante, il est vice-champion de Flandres sur route et dispute les championnats de France sur piste. Il y est médaillé de bronze de la vitesse, derrière Jimmy Casper et Damien Gérard. Après ce résultat, Frédéric Delcambre demande à Gérard Quintyn, entraîneurs des sprinteurs français à l'INSEP, de lui communiquer ses plans d'entraînement afin de faire progresser Arnaud Tournant, et convainc les parents de ce dernier de le spécialiser sur la piste en abandonnant le cyclisme sur route.

### Premiers succès dans les catégories de jeunes

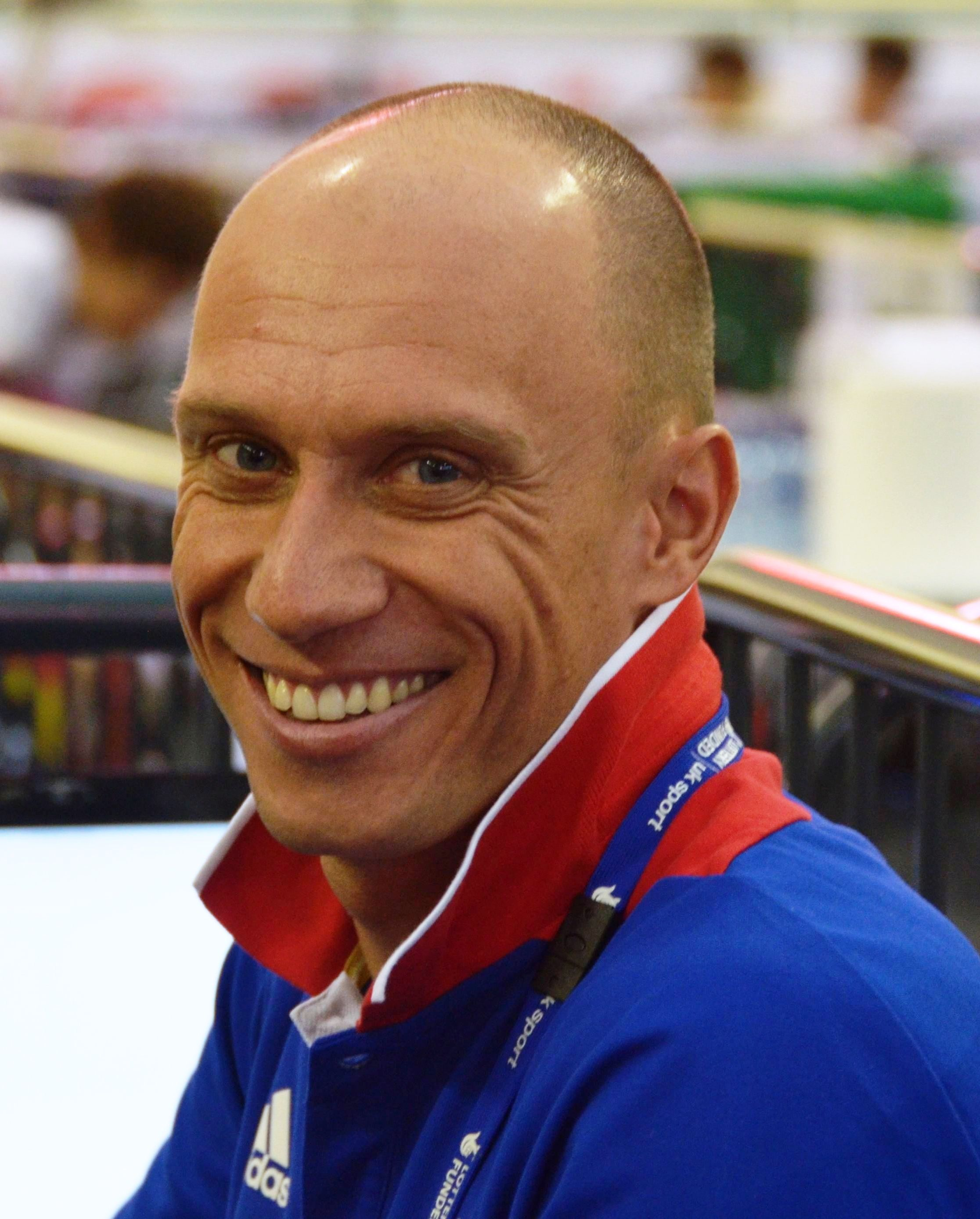
Florian Rousseau, en 2012.

En 1995, désormais en catégorie junior Arnaud Tournant a pour objectif d'intégrer l'INSEP. Aux championnats de France, il est cinquième de la vitesse, quatorzième du kilomètre. Il s'impose lors d'un stage de détection à Vincennes, obtient ainsi sa place à l'INSEP, et en équipe de France junior pour les championnats du monde juniors organisés à Forli en août. Il y est battu en huitième de finale de la vitesse par le champion du monde en titre, Julio César Herrera, et termine huitième.
Arrivé à l'INSEP en septembre 1995, Arnaud Tournant s'entraîne désormais aux côtés de Florian Rousseau, leader mondial du sprint. Il connaît une intégration difficile dans ce nouvel environnement. En 1996, aux championnats de France à Hyères, il est quatrième de la vitesse, battu en demi-finale par Damien Gérard. Celui-ci le bat également au kilomètre. Tournant obtient son premier titre national en vitesse par équipes, avec Frédéric Janowski et Herman Terryn. Aux championnats du monde junior à Novo Mesto, Damien Gérard est champion du monde du kilomètre. Avec Arnaud Tournant et Jérôme Payraudeau, il obtient le premier titre mondial d'une équipe de France en vitesse par équipes. En vitesse individuelle, Arnaud Tournant réalise le deuxième meilleur temps des qualifications derrière René Wolff, qui le bat en finale. Tournant termine ses premiers mondiaux avec une médaille d'or et une d'argent. Aux championnats d'Europe espoirs (moins de 23 ans), la France envoie de jeunes coureurs, dont Arnaud Tournant encore junior. Avec Jérôme Payraudeau et Vincent Le Quellec, il remporte l'épreuve de vitesse par équipes. Au kilomètre, Tournant réalise le meilleur temps en battant le record du monde junior détenu par Florian Rousseau, en 1 min 3 s 621. Ce record n'est cependant pas homologué car le starting-block n'est pas conforme. Il devance le médaillé de bronze du championnat du monde élite Jan van Eijden. En fin de saison, Quintyn convainc Tournant de disputer un meeting à Bordeaux afin de tenter de battre le record du monde junior du kilomètre, ce qu'il parvient à faire en 1 min 4 s 506. Il se voit alors proposer un contrat professionnel par la nouvelle équipe cycliste nordiste Cofidis.

## Carrière professionnelle

### 1997-1999: premiers titres
En 1997, âgé de 19 ans, Arnaud Tournant court désormais parmi les élites, et a pour objectif de décrocher un titre national, de participer aux championnats du monde voire d'y monter sur un podium. Il revêt pour la première fois le maillot de l'équipe de France élites lors d'une compétition de vitesse à la Barbade, qu'il remporte. Son premier grand rendez-vous est une manche de coupe du monde à Cali, en Colombie, en mai. Il fait sensation en vitesse en battant l'ancien champion du monde Darryn Hill en demi-finale. Il s'incline en finale face à un autre ancien champion du monde Martin Nothstein. Une semaine plus tard, à Trexlertown, il obtient sa première victoire en coupe du monde au kilomètre. Il est deuxième de la vitesse par équipes avec Frédéric Magné et Hervé Thuet. En juillet, aux championnats de France à Hyères, Arnaud Tournant remporte le kilomètre devant Thuet et Gérard, et succède à Florian Rousseau qui délaisse cette discipline. En vitesse, il bat en demi-finale Frédéric Magné, plusieurs fois champion de France du kilomètre et champion du monde de tandem et de keirin. Il s'incline en finale face à Rousseau et gagne à nouveau en vitesse par équipes, avec Janowski et Terryn. Le mois suivant, il participe aux championnats du monde à Perth. Au kilomètre, il échoue à la quatrième place, à quatre centièmes du podium, en battant son record personnel en 1 min 3 s 519, derrière Shane Kelly, dont c'est le troisième titre, Sören Lausberg et Stefan Nimke. En vitesse par équipes, Le Quellec, Rousseau et Tournant réalisent le meilleur temps des qualifications. En finale, ils battent l'Allemagne de plus d'une seconde. C'est le premier titre mondial de l'équipe de France dans cette discipline chez les élites, et le premier titre mondial pour Cofidis. En vitesse individuelle, Arnaud Tournant est éliminé en huitième de finale par le double champion olympique Jens Fiedler.
Vincent Le Quellec et Laurent Gané rejoignent Arnaud Tournant chez Cofidis en 1998. En mai, celui-ci prend sa revanche face à Nothstein en vitesse en s'imposant face à lui en finale de la manche de coupe du monde de Cali. Il y gagne également la vitesse par équipes. Lors de la manche de Berlin, il gagne le kilomètre devant Lausberg, qui court devant son public. Aux championnats nationaux, il est à nouveau vainqueur du kilomètre et prend la troisième place de la vitesse, derrière Rousseau et Le Quellec. En août, il prend part aux championnats du monde à Bordeaux. Au kilomètre, il est le premier des favoris à s'élancer. En 1 min 1 s 879, il réalise son meilleur temps, et la meilleure performance jamais réalisée au niveau de la mer. Dernier à s'élancer, le tenant du titre Shane Kelly ne parvient pas à battre Tournant, qui devient champion du monde du kilomètre. L'équipe de France conserve son titre en vitesse par équipes en battant l'Allemagne en finale, Le Quellec battant à cette occasion le record du premier tour. En vitesse individuelle, Tournant est éliminé en quart de finale, à nouveau par Fiedler, que Rousseau bat en finale. Laurent Gané, remplaçant de l'équipe de vitesse par équipes, est médaillé de bronze. En fin d'année, le magazine Vélo Magazine récompense la réussite des Français lors de ces championnats en attribuant les trois premières places de son Vélo d'or français à des pistards : Florian Rousseau, Félicia Ballanger et Arnaud Tournant. Celui-ci reçoit en outre la médaille d'or de la jeunesse et des sports.
En mai 1999, Arnaud Tournant se rend à Mexico, où a lieu une manche de coupe du monde, afin de tenter de battre le record de France du kilomètre, voire le record du monde, en profitant de l'altitude. En avance sur le record du monde de Kelly après 500 mètres, il perd du temps en deuxième partie. Avec 1 min 1 s 323, il réalise le deuxième meilleur temps de l'histoire et bat le record de France de Florian Rousseau. Après une chute lors du Grand Prix de Reims qui génère quelques inquiétudes, Tournant se rassure aux championnats des Flandres, où il a l'occasion de courir pour la première fois en compétition avec son frère Jérôme, en catégorie cadet, avec qui il gagne la vitesse par équipes. Lors des championnats de France, il enlève à nouveau le kilomètre en battant le record du vélodrome de Hyères et devance d'une seconde et demie Hervé Thuet. En vitesse, il retrouve en finale son coéquipier Laurent Gané, qui le bat. En préparation des championnats du monde, il dispute la manche de coupe du monde de Cali. Il gagne le kilomètre avec trois secondes d'avance, et la vitesse par équipes avec Le Quellec et Mickaël Bourgain. Aux mondiaux à Berlin, en octobre, il est favori du kilomètre. Dernier à s'élancer, il doit battre Shane Kelly. Il est en difficulté dans le dernier tour, mais devance finalement ce dernier de deux dixièmes de seconde et conserve son titre. En vitesse par équipes, il est cette fois associé à Florian Rousseau et Laurent Gané, Le Quellec étant désormais remplaçant. La France réalise le meilleur temps des qualifications puis bat la Grande-Bretagne en finale. En vitesse individuelle, trois Français atteignent les demi-finales. Tournant s'incline une nouvelle fois face à Fiedler, tandis que Gané, après avoir éliminé Rousseau, remporte le titre face à Fiedler. Rousseau s'impose face à Arnaud Tournant pour la médaille de bronze. En fin d'année, celui-ci se rend au tournoi pré-olympique, à Sydney, afin de prendre des repères au vélodrome Dunc Gray en vue des Jeux olympiques qui s'y déroulent en 2000. Il y remporte les quatre compétitions qu'il dispute, le kilomètre, le keirin, et la vitesse individuelle et par équipes.

### 2000: record du monde, échec et réussite aux Jeux olympiques
Les Jeux olympiques de Sydney sont l'objectif de la saison 2000. Arnaud Tournant dispute son premier kilomètre de la saison en juin, lors de la manche de coupe du monde de Mexico. Il est le premier à courir cette distance avec un plateau de 52 dents et bat le record du monde, en 1 min 0 s 148. Aux championnats de France, il conserve son titre au kilomètre et est médaillé de bronze de la vitesse par équipes, avec son frère. Il est considéré comme le grand favori du kilomètre des Jeux olympiques, qui ont lieu en septembre. Il y connaît toutefois l'échec. Mal parti et quatrième après 200 mètres, puis refait son retard avant de se « désunir totalement dans le dernier tour ». Il réalise un temps décevant, 1 min 3 s 023. Effondré, il termine cinquième de la compétition remportée par la surprise Jason Queally. Le lendemain, il est au départ du tournoi de vitesse par équipes. Les Français réalisent le meilleur temps des qualifications. Ils éliminent les Canadiens puis retrouvent les Britanniques en finale. Arnaud Tournant effectue le dernier relai, où il fait mieux que Queally, accroît l'avance prise par Rousseau et Gané, et permet à l'équipe de France d'obtenir la médaille d'or. Après son échec au kilomètre, il se concentre sur les championnats du monde, disputés à Manchester. À domicile, le champion olympique Queally est d'abord battu par Lausberg. Arnaud Tournant devance ce dernier, en 1 min 1 s 619, et obtient son troisième titre consécutif sur le kilomètre. Meilleur temps des qualifications de vitesse par équipes, Gané, Rousseau et Tournant s'imposent plus difficilement que l'année précédente face aux Britanniques, avec 34 centièmes d'avance.
En fin d'année, Arnaud Tournant, comme d'autres médaillés olympiques, reçoit la Légion d'honneur à l'Élysée.

### 2001, l'année magique
Battre le record du kilomètre est le principal objectif d'Arnaud Tournant en 2001, avec l'ambition d'être le premier à passer sous la minute. Il reprend la compétition en juin au Trophée Fenioux et dispute son premier kilomètre en juillet aux championnats de France. Diminué par une contracture ntervenue deux semaines plus tôt, il est vainqueur en 1 min 2 s 835. Il obtient deux autres médailles en vitesse et vitesse par équipes. Il part ensuite à Mexico, pour sa seule manche de coupe du monde de l'année. Il parcourt cette fois le kilomètre dans un temps rassurant de 1 min 0 s 898, soit la troisième meilleure performance jamais réalisée. En septembre, il prend part aux championnats du monde à Anvers. À 120 km du siège de son fan club, près d'une centaine de ses supporters ont fait le déplacement. Avec un temps de 1 min 2 s 571, il décroche son quatrième titre mondial au kilomètre, devant Lausberg. Il égale ainsi Lothar Thoms, quatre fois champion du monde durant les années 1980. S'imposant avec huit dixièmes d'avance, il juge cette victoire la plus difficile de celles obtenues en championnat du monde. Le lendemain, il décroche un nouveau titre en vitesse par équipes avec Rousseau et Gané, en battant l'Australie en finale avec deux dixièmes d'avance. En vitesse individuelle, Arnaud Tournant réalise le meilleur temps sur  200 mètres en début de tournoi. En demi-finale, il rencontre une nouvelle fois Jens Fiedler, qu'il bat. Il affronte en finale Laurent Gané, qu'il n'a jamais battu. Vaincu en première manche, Tournant décide de discrétement faire changer son plateau avant la manche suivante, remplaçant le plateau de 49 dents par un autre de 50 dents. Il surprend ainsi Gané en lançant son sprint de loin et enlève les deux manches suivantes. Il est le premier coureur à gagner kilomètre, vitesse individuelle et par équipes lors de championnats du monde. Rousseau s'imposant sur Fiedler pour la médaille de bronze, le podium de la vitesse est entièrement français.
Afin de préparer la tentative de record d'Arnaud Tournant, Frédéric Magné a, à la demande de Cofidis, visité quatre vélodoromes en altitude et conseillé celui de Alto Irpavi, à La Paz, en Bolivie. Huit record du monde ont déjà été battus sur cette piste, située à 3 417 mètres d'altitude, faisant bénéficier d'une moindre pression atmosphérique, mais où l'oxygène est plus rare. Tournant part pour La Paz le 4 octobre, accompagné par Gané et Dublé qui doivent tenter de battre les records du 200 mètres et du 500 mètres.
Le 10 octobre est le « grand jour ». La tentative de Laurent Gané est un échec : celui-ci tombe et doit être opéré pour une disjonction acromio-claviculaire. Dublé parvient en revanche à battre le record du 500 mètres. Arnaud Tournant s'élance à son tour. Il effectue sa tentative avec un braquet de 53/14, qu'il n'a jamais utilisé jusqu'alors. En avance sur le tableau de marche établi par Quintyn à chaque passage, il bat le record du monde de plus d'une seconde et demie, l'établissant à 58 s 675. En fin d'année, il est désigné Vélo d'or français, et quatrième du Vélo d'or mondial par Vélo Magazine, et deuxième des « champions des champions français » de L'Équipe, derrière le handballeur Jackson Richardson.

### 2002, 2003: deux années sans titre mondial
En début d'année 2002, il reçoit la médaille d'or de la FFC. Son objectif pour la saison est de conserver les trois titres acquis à Anvers. Au printemps, il dispute deux manches de coupe du monde. À Monterey, il gagne le kilomètre avec près de deux secondes d'avance, en 1 min 2 s 362 Avec Durivaux et Dublé, il gagne la vitesse par équipes. À Sydney, il se concentre sur la vitesse et est battu en finale par Sean Eadie. Malgré une préparation décalée par des douleurs musculaires en début d'année, Tournant est pour la sixième fois champion de France du kilomètre en juillet. Il est deuxième de la vitesse, battu par Gané. À l'approche des championnats du monde, Quintyn n'est pas optimiste, constatant que les Français n'ont pas dominé leur sujet durant l'année. Arnaud Tournant n'est pour l'instant que le quatrième meilleur performeur de l'année au kilomètre. Aux mondiaux à Ballerup, en septembre, Chris Hoy réalise une excellente performance au kilomètre, approchant le meilleur temps d'Arnaud Tournant au niveau de la mer, en 1 min 1 s 893. En retard après 500 mètres, Tournant est en tête à un tour de la fin. Il peine cependant en fin de parcours et perd le titre pour un millième de seconde. En vitesse par équipe, Mickaël Bourgain remplace Laurent Gané, souffrant au dos. Les Français ne se qualifient qu'avec le troisième temps. Au tour suivant, ils battent les Néerlandais, mais réalise un temps insuffisant pour se qualifier en finale. En « petite finale », ils échouent face à l'Allemagne et doivent se contenter de la quatrième place. En vitesse individuelle, Arnaud Tournant parvient en demi-finale, où il est éliminé par Sean Eadie. Alors que la meilleure performance de ce dernier en championnat du monde était jusque-là une huitième place, il remporte le titre en battant son compatriote Jobie Dajka en finale. Tournant échoue en match pour la troisième place face à Rousseau. La France termine ce mondial avec trois médailles, dont une en or. Déçu de ces championnats, Arnaud Tournant participe en fin de saison à l'Open des Nations, et évoque une fin de carrière en 2004.
En 2003, pour la première fois depuis 1996, il commence la saison sans maillot arc-en-ciel. Souffrant d'une hernie durant l'hiver, il doit retarder sa reprise de la musculation et a perdu 9 kg lorsqu'il reprend l'entraînement. Il est forfait pour les manches de coupe du monde au printemps, tandis que Quintyn dit se contenter volontiers d'une médaille aux mondiaux cette année. Il obtient un premier succès inattendu en mai au Grand Prix de Saint-Denis, puis le lendemain en keirin au Trophée Fenioux, où il réalise également le meilleur temps des qualifications en vitesse. Troisième de la vitesse lors des trois manches du Trophée Fenioux, il enlève pour la première fois le classement général. Aux championnats de France, avec un temps de 1 min 3 s 032, il cède le titre du kilomètre à Bourgain, mais se satisfait de la qualification ainsi obtenue pour les championnats du monde. Il est médaillé de bronze de la vitesse en battant Rousseau, qui de ce fait ne se qualifie pas pour les mondiaux. Ces deniers ont lieu à Stuttgart fin juillet. Avec 1 min 1 s 644, Tournant est troisième lorsque Hoy, tenant du titre et dernier partant, s'élance. Au grand soulagement d'Arnaud Tournant, Hoy échoue à six centièmes du podium, lui laissant le bronze. En vitesse, il élimine Jan Van Eijden, Theo Bos, puis Jens Fiedler. Il est cependant battu par Jobie Dajka en demi-finale, puis par René Wolff pour la troisième place. En vitesse par équipes, les Français se qualifient en finale, où ils sont devancés par les Allemands, qui courent devant leur public. Arnaud Tournant repart de ces championnats avec deux médailles et une quatrième place en vitesse, soit bien plus qu'il n'espérait.

### Période 2004-2008

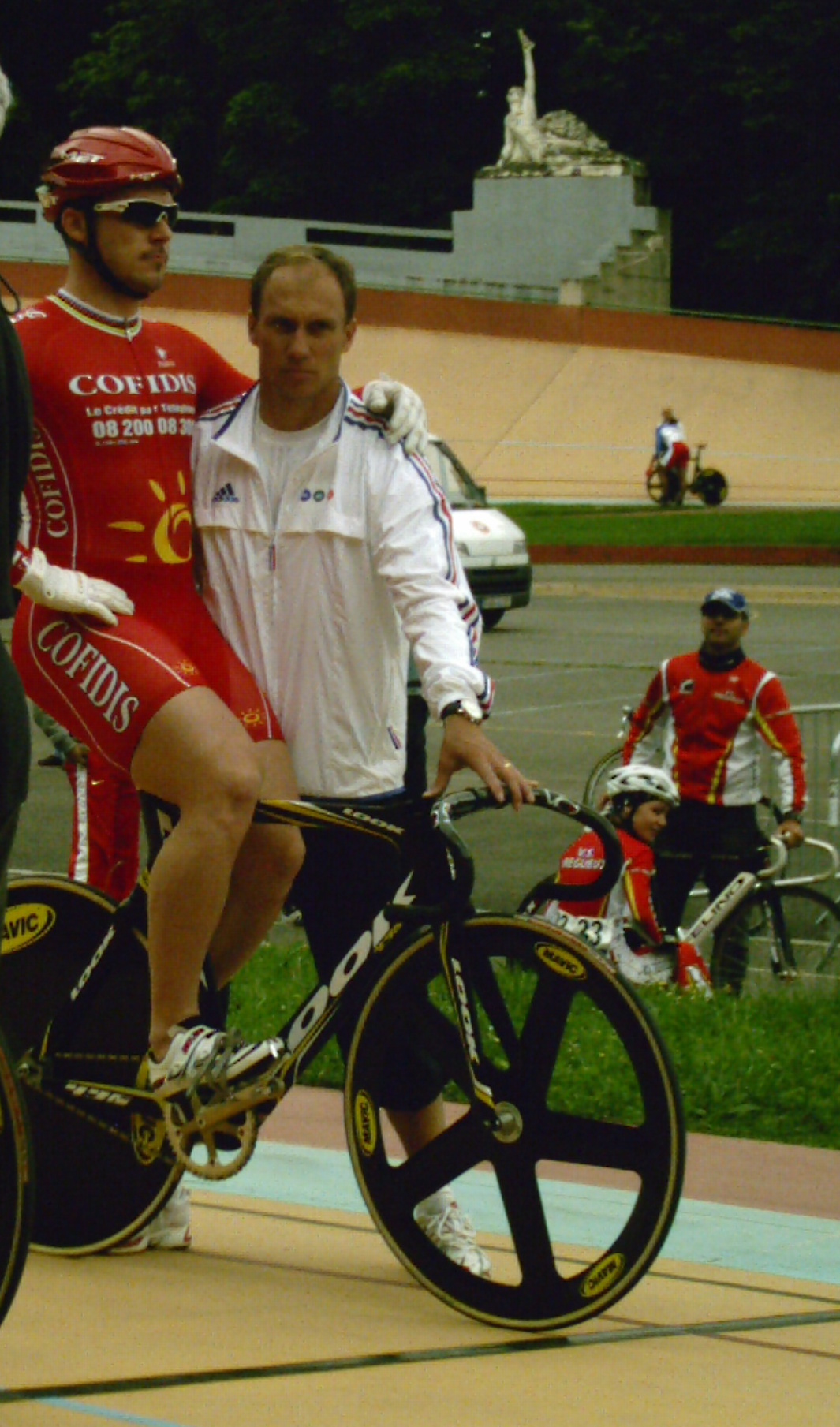
Arnaud Tournant accompagné par Florian Rousseau (2008).

En vue des Jeux olympiques d'Athènes, son grand objectif de l'année 2004, Arnaud Tournant redouble d'entraînement durant l'hiver. En coupe du monde au Mexique en mars, il est devancé de 168 millièmes par Stefan Nimke au kilomètre et gagne la vitesse par équipes. En mai, les mondiaux de Melbourne sont les derniers lors desquels Arnaud Tournant dispute le kilomètre, épreuve qu'il compte délaisser après les Jeux. En vitesse par équipes, il est associé à deux coureurs de Cofidis, Gané et Bourgain. Ils réalisent le meilleur temps des qualifications, battent les Polonais au tour suivant puis les Espagnols en finale pour retrouver leur titre de champion du monde. Le lendemain, au kilomètre, Tournant se classe deuxième derrière Hoy, en 1 min 1 s 997, résultat qui le satisfait ainsi que Quintyn. Il obtient son dernier titre de champion de France du kilomètre en juillet, et prend la deuxième place de la vitesse derrière Gané. Le mois suivant, il part pour Athènes disputer ses deuxièmes Jeux olympiques. Lorsqu'il prend le départ du kilomètres, deux coureurs ont battu le record olympique : Shane Kelly et Stefan Nimke. Tournant signe à son tour un record, en 1 min 0 s 896. Ne reste alors que Hoy à s'élancer. Celui-ci fait mieux, en 1 min 0 s 711. Bien qu'il échoue une nouvelle fois à décrocher la médaille d'or, il se dit très satisfait du résultat, considérant notamment le niveau élevé de la compétition. Le lendemain, en vitesse par équipes avec Gané et Bourgain, il réalise le meilleur temps des qualifications puis élimine la Grèce. Cependant leur temps est moins bon que celui des Allemands et des Japonais, de sorte qu'ils ne disputent que le match pour la médaille de bronze, où ils battent l'Australie. Arnaud Tournant repart d'Athènes avec deux médailles. Fin septembre, Florian Rousseau met fin à sa carrière à l'occasion d'une réunion à Couëron. Pour Laurent Gané, lui aussi sur le départ, il s'agit d'une dernière compétition en France métropolitaine. Tournant décide en revanche de prolonger sa carrière jusqu'aux Jeux de Pékin, en 2008.
L'avancée des championnats du monde au mois de mars bouleverse le calendrier de la piste. La coupe du monde commence ainsi en hiver. Arnaud Tournant dispute la manche de Sydney, en février, où il gagne la vitesse par équipes avec les jeunes Grégory Baugé et François Pervis, et prend la troisième place de la vitesse. En mars, aux championnats du monde à Los Angeles, Baugé, Bourgain et Tournant déçoivent en réalisant le troisième temps des qualifications, qui les mène en « petite finale ». Ils y sont défaits par l'Allemagne, tandis que la Grande-Bretagne décroche le titre face aux Pays-Bas. Tournant dispute ensuite pour la première fois le championnat du monde de keirin. Qualifié en demi-finale via les repêchages, il y déjante, chute, et termine cinquième. Blessé, il est forfait pour la vitesse individuelle. Pour la première fois depuis 1995, il part sans médaille de championnats du monde, tandis que l'équipe de France avec deux médailles obtient son pire résultat depuis 1992. Pour Arnaud Tournant, les championnats de France sont l'objectif pour le reste de la saison. Il espère y obtenir un premier titre en vitesse. Il affronte Bourgain en finale, et le bat après une troisième manche difficile.
En 2006, Florian Rousseau devient le nouvel entraîneur de l'INSEP. La reprise de compétition d'Arnaud Tournant a lieu en coupe du monde, en mars, à Sydney. Il y est deuxième de la vitesse par équipes et troisième de la vitesse. Son objectif aux mondiaux à Bordeaux, en avril, est de monter sur les podiums de la vitesse et de la vitesse par équipes. Dans cette épreuve, l'équipe de France est composée d'Arnaud Tournant, de Mickaël Bourgain et de Grégory Baugé, invaincu depuis le début de l'année. Meilleur temps des qualifications, l'équipe affronte la Grande-Bretagne en finale. Ils s'imposent en 43 s 969, offrant son premier titre mondial à Baugé. Le lendemain, en keirin, Tournant prend la médaille de bronze, devant Bourgain, quatrième. En vitesse individuelle, c'est cette fois Bourgain qui élimine Tournant en quart de finale. La France termine ces championnats avec cinq médailles, dont deux en or. En juillet, Arnaud Tournant bat les records régionaux du 200 et 500 mètres sur la piste Maurice-Garin de Lens. Peu après, aux championnats de France, il est battu en demi-finale de vitesse individuelle par Baugé, et obtient la médaille de bronze.
En 2007, Tournant commence l'année en coupe du monde à Manchester, en mars. Il y gagne la vitesse individuelle en battant Hoy en finale. Quelques jours plus tard ont lieu les championnats du monde à Palma de Majorque. Malgré une fissure au sternum, due à une chute à l'entraînement, il s'aligne en vitesse et vitesse par équipes. Tournant, Bourgain et Baugé réalisent le deuxième temps des qualifications et retrouvent la Grande-Bretagne en finale. Ils les battent avec le meilleur temps de l'histoire de l'équipe de France, en 43 s 840. En vitesse individuelle, Tournant est éliminé par Mc Lean en huitième de finale, tandis que Bourgain et Baugé montent sur le podium derrière Theo Bos. Fin août, il dispute des championnats de France décevant où il est rapidement éliminé en vitesse et en keirin.
En vue des Jeux olympiques de Pékin, Arnaud Tournant prend part aux manches de coupe du monde en fin d'année. À Sydney, il apparaît pour la première fois avec le maillot Cofidis, qui a créé une équipe de piste, avec Kevin Sireau et Didier Henriette, entraînés par Benoît Vêtu. Lors de la manche de Pékin, avec l'équipe de France, il est deuxième de la vitesse par équipes et du keirin. En février 2008, une chute à l'entraînement due à un bris de chaîne lui cause un arrachement des ligaments à l'épaule. Contre l'avis de son médecin, il se rend à Copenhague pour disputer la dernière manche de coupe du monde, car il doit encore obtenir sa sélection pour le championnat du monde. Il met de côté la vitesse individuelle et termine troisième du keirin et de la vitesse individuelle. Malgré ce résultat, il est désigné remplaçant dans l'équipe de vitesse désignée par Rousseau et composée de Baugé, Sireau et Bourgain. Toutefois, malgré ce statut de remplaçant, il pourrait être amené à disputer la finale si l'équipe s'y qualifie sans que Bourgain ne réalise le meilleur temps. C'est ce qui se produit, puisque si l'équipe réalise le meilleur temps des qualifications en 43 s 514, l'Ukrainien Andriy Vynokurov réalise un meilleur temps que Bourgain. Celui-ci est donc écarté au profit d'Arnaud Tournant. En finale, les Français s'imposent devant les Britanniques. Arnaud Tournant y fait mieux que Bourgain au tour précédent, et la France réalise le meilleur temps enregistré en championnats du monde, 43 s 271. C'est le dernier titre de champion du monde d'Arnaud Tournant. En keirin, il parvient en finale, où il finit quatrième.
Malgré la réussite des championnats du monde, la sélection de Tournant pour les Jeux olympiques n'est pas encore acquise. En vitesse par équipes, seuls Baugé et Sireau sont assurés de leur place. Les championnats de France sont donc décisifs. En vitesse, Tournant bat Bourgain, pourtant auteur du nouveau record de France du 200 mètres en qualifications. En finale, il est battu par Sireau, tandis que Bourgain prend la troisième place. Le lendemain, il monte une dernière fois sur un podium national en keirin, où il est devancé par Sireau et Henriette. Aux Jeux olympiques, il est désigné titulaire de l'équipe de vitesse en qualifications, puis laisse sa place à Bourgain au tour suivant, où l'équipe bat la Malaisie. Le temps réalise qualifie la France en finale face à la Grande-Bretagne. Arnaud Tournant est choisi pour disputer celle-ci. Les Français y sont battus par Hoy, Staff et Kenny. C'est la quatrième médaille olympique d'Arnaud Tournant. Le lendemain, en keirin, il dispute la finale et en prend la sixième place.
Après ces Jeux, il dispute une dernière compétition en France au Golden Sprint de Grenoble en octobre, quelques jours après le décès de son oncle Philipe Vermeirsch, « cheville ouvrière [de son] fan club ». Sa carrière prend fin le 12 janvier 2009, à l'issue du meeting Revolution à Manchester.
Le 14 novembre 2008, il est fait Commandeur de l'Ordre national du Mérite.

### Après carrière
Après sa retraite comme coureur, il continue à être impliqué dans le cyclisme. Il est dans un premier temps l'un des directeurs sportifs de l'équipe Cofidis sur piste. Il commence à suivre bénévolement le projet de vélodrome couvert à Roubaix, et conseille les jeunes coureurs au sein du comité Nord-Pas-de-Calais. En juillet 2010, Cofidis met fin à son implication dans le cyclisme sur piste, entraînant la disparition de l'équipe. En fin d'année, Tournant est engagé par le conseil régional comme conseiller technique sur le projet du vélodrome couvert.
Il suit des études à l'ESSEC, dont il sort diplômé en 2007.
Après cela, il est chef de projet pour la construction du nouveau Vélodrome couvert régional Jean-Stablinski à Roubaix, dont il devient le gérant après son ouverture en 2011. En septembre 2014, il abandonne cette fonction et quitte la ville de Roubaix.
Durant les Jeux olympiques d'été de 2016, il commente les épreuves de cyclisme sur piste sur Canal+, au côté du journaliste Frédéric Brindelle. Depuis 2017, il commente les compétitions de cyclisme sur piste sur Eurosport. Il commente notamment le cyclisme sur piste aux Jeux olympiques d'été de 2020.

## Palmarès

### Jeux olympiques
- Sydney 2000
  -  Champion olympique de la vitesse par équipes (avec Laurent Gané et Florian Rousseau)
  - 5e du kilomètre
- Athènes 2004
  -  Médaille d'argent du kilomètre
  -  Médaille de bronze de la vitesse par équipes
- Pékin 2008
  -  Médaillé d'argent de la vitesse par équipes
  - 6e du keirin

### Championnats du monde
- Perth 1997
  -  Champion du monde de vitesse par équipes (avec Vincent Le Quellec et Florian Rousseau)
  - 4e du kilomètre
- Bordeaux-Lac 1998
  -  Champion du monde de vitesse par équipes (avec Vincent Le Quellec et Florian Rousseau)
  -  Champion du monde du kilomètre
  - 5e de la vitesse
- Berlin 1999
  -  Champion du monde de vitesse par équipes (avec Florian Rousseau et Laurent Gané)
  -  Champion du monde du kilomètre
  - 4e de la vitesse
- Manchester 2000
  -  Champion du monde de vitesse par équipes (avec Florian Rousseau et Laurent Gané)
  -  Champion du monde du kilomètre
- Anvers 2001
  -  Champion du monde de vitesse
  -  Champion du monde de vitesse par équipes (avec Florian Rousseau et Laurent Gané)
  -  Champion du monde du kilomètre
- Ballerup 2002
  -  Médaillé d'argent du kilomètre
  - 4e de la vitesse
- Stuttgart 2003
  -  Médaillé de bronze du kilomètre
  -  Médaillé d'argent de vitesse par équipes
- Melbourne 2004
  -  Champion du monde de vitesse par équipes (avec Mickaël Bourgain et Laurent Gané)
  -  Médaillé d'argent du kilomètre
- Bordeaux 2006
  -  Champion du monde de vitesse par équipes (avec Mickaël Bourgain et Grégory Baugé)
  -  Médaillé de bronze du keirin
  - 8e de la vitesse
- Palma de Majorque 2007
  -  Champion du monde de vitesse par équipes (avec Mickaël Bourgain et Grégory Baugé)
- Manchester 2008
  -  Champion du monde de vitesse par équipes (avec Kévin Sireau et Grégory Baugé)
  - 4e du keirin

### Championnats du monde juniors
- 1996
  -  Champion du monde de vitesse par équipes
  -  Médaillé d'argent de la vitesse juniors

### Coupe du monde
- 1998
  - 1er de la vitesse à Cali
  - 1er de la vitesse par équipes à Cali (avec Laurent Gané et Damien Gérard)
  - 1er du kilomètre à Berlin
  - 2e de la vitesse par équipes à Berlin
- 1999
  - 1er de la vitesse à Cali
  - 1er du kilomètre à Cali
- 2002
  - 1er de la vitesse par équipes à Monterrey (avec Franck Durivaux et Arnaud Dublé)
  - 1er du kilomètre à Monterrey
  - 2e de la vitesse par équipes à Sydney
  - 2e de la vitesse à Sydney
- 2004
  - 1er de la vitesse par équipes à Aguascalientes (avec Mickaël Bourgain et Laurent Gané)
  - 2e du kilomètre à Aguascalientes
- 2004-2005
  - 1er de la vitesse par équipes à Sydney (avec François Pervis et Grégory Baugé)
  - 2e du keirin à Los Angeles
  - 2e de la vitesse à Los Angeles
  - 3e de la vitesse à Sydney
  - 3e de la vitesse par équipes à Los Angeles
- 2005-2006
  - 2e de la vitesse par équipes à Sydney
  - 3e de la vitesse à Sydney
- 2006-2007
  - 1er de la vitesse à Manchester
- 2007-2008
  - 1er de la vitesse par équipes à Los Angeles (avec Didier Henriette et Kévin Sireau)
  - 1er du keirin à Los Angeles

### Championnats d'Europe
- 1996
  -  Champion d'Europe de vitesse par équipes espoirs (avec Damien Gérard et Vincent Le Quellec)
  -  Champion d'Europe du kilomètre espoirs

### Championnats de France
- 1996
  -  Champion de France de vitesse par équipes juniors
- 1997
  -  Champion de France du kilomètre
  - 2e de la vitesse
- 1998
  -  Champion de France du kilomètre
- 1999
  -  Champion de France du kilomètre
  - 2e de la vitesse
- 2000
  -  Champion de France du kilomètre
- 2001
  -  Champion de France du kilomètre
  - 3e de la vitesse
- 2002
  -  Champion de France du kilomètre
  - 2e de la vitesse
- 2003
  - 2e du kilomètre
  - 3e de la vitesse
- 2004
  -  Champion de France du kilomètre
  - 2e de la vitesse
- 2005
  -  Champion de France de vitesse
  - 2e du keirin
- 2006
  - 3e de la vitesse
- 2008
  - 2e de la vitesse
  - 3e du keirin

## Distinctions
- Officier de l'ordre national du Mérite du 28 septembre 2004
- Commandeur de l'ordre national du Mérite[92]
- Vélo d'or français : 2001
- Médaille de la jeunesse, des sports et de l'engagement associatif, or